# Vũ Duy Đoán
Vũ Duy Đoán (chữ Hán: 武惟斷; 1621-1684) là đại thần nhà Lê trung hưng trong lịch sử Việt Nam.

## Thân thế
Vũ Duy Đoán người làng Mộ Trạch, huyện Đường An, (nay thuộc xã Tân Hồng, huyện Bình Giang, tỉnh Hải Dương). Cha ông là tiến sĩ Vũ Bạt Tụy. Theo giai thoại dân gian, hồi nhỏ ông tối dạ, học cả ngày không được một chữ nào. Vũ Duy Đoán không thiết học nữa mà định đổi sang nghề khác. Một đêm, ông nằm mộng thấy có vị thần cầm dao mổ bụng mình ra, nạo bỏ những chất vẩn đục đi. Hôm sau tỉnh dậy thấy bụng vẫn đau nhưng từ bấy giờ ông trở lên minh mẫn, học hành tiến bộ, dần trở thành người nổi tiếng về văn chương.

## Quan trường
Năm 1664 đời Lê Huyền Tông, ông đi thi Hương đỗ giải nguyên, rồi thi Hội đỗ Tiến sĩ. Ông được chúa Trịnh Tạc chú ý, ưu đãi vượt bậc nên không lâu sau làm đến chức Thượng thư bộ Công, nhưng vẫn thẳng thắn cương trực. Ông thường tán thưởng nhân cách của đại thần Trương Cửu Linh nhà Đường.
Vũ Duy Đoán dâng quyển Kim giám lục để khuyên chúa Trịnh nên ngay thẳng để làm tốt phong tục, không nghe gièm pha. Trịnh Tạc khen hay, khen ông là bầy tôi ngay thẳng.
Thời Lê Gia Tông (1672-1675), ông đón tiếp sứ nhà Thanh, dọc đường từ sông Nhị về tới cửa điện, họa thơ với sứ giả hơn 20 bài. Vì ông ứng đáp nhanh nên sứ nhà Thanh rất phục.

## Thoái ẩn
Năm 1683, Trịnh Tạc sai Vũ Duy Đoán cùng đoàn sứ bộ lên Cao Bằng để giải quyết việc biên giới với nhà Thanh. Khi ấy có một viên nội thần mang tước Hán quận công cũng được cử đi; dù chỉ là một thái giám nhưng được chúa ưu ái nên trong danh sách tên của ông ta viết trên tên Vũ Duy Đoán. Ông rất bất bình, công khai tỏ thái độ trước mặt bá quan. Các quan cũng tỏ ý không hài lòng với quyết định của chúa, ngự sử Vũ Công Đạo cũng đập đầu vào cột không chịu cầm bút viết lệnh sắp đặt của chúa Trịnh như vậy.
Chúa Trịnh nghe vậy nổi giận bãi chức cả hai người, Vũ Duy Đoán bị đuổi về quê làm dân. Sau đó chúa còn cho người đến thu lại tất cả những thứ đã ban cho ông, Vũ Duy Đoán đem trả hết, riêng đạo sắc về khoa tự và tấm biển gỗ đề hai chữ "Tiến sĩ" thì ông không chịu nộp. Viên quan phụng sai cứ đòi mãi, ông bèn nói: 
Các đạo sắc kia chúa ban cho tôi, tôi xin hoàn cả. Còn đạo khoa tự và tấm biển này là do tài học của tôi mà có nên không dám nộp.
Viên quan phụng sai đành phải về.
Từ khi thôi làm quan, Vũ Duy Đoán vui thú với cảnh đồng quê, không để ý đến việc chính trị. Ông dành thời gian sáng tác thơ văn, viết sách. Ông có làm bài phú Phạm Lãi đi chơi Ngũ Hồ, viết sách chữ Nôm với các cuốn Nông gia khảo tích, Phong cảnh Mộ Trạch, Dị văn ký... được người đời khen ngợi. Trạng nguyên Đặng Công Chất cũng khen văn ông thanh cao, kiến thức rộng rãi, ví "học thức trong bụng ông như nuốt cả gác sách Thiên Lộc, hút gác sách Thạch Cư" .
Cho đến cuối đời, Vũ Duy Đoán vẫn giữ tính cương trực khẳng khái không hề thay đổi. Ông mất năm 64 tuổi.

## Thông tin thêm
Con Vũ Duy Đoán là Vũ Duy Khuông, đỗ Đệ tam giáp Tiến sĩ khoa Canh Tuất (1670). Như vậy gia đình Vũ Duy Đoán 3 đời đỗ Tiến sĩ: Vũ Bạt Tụy (khoa Giáp Tuất 1634), Vũ Duy Đoán (khoa Giáp Thìn 1664) và Vũ Duy Khuông (khoa Canh Tuất 1670), được người đời xưng tụng là "Tam đại tiến sĩ".